# U.S. Route 12
U.S. Route 12 (också kallad U.S. Highway 12 eller med förkortningen  US 12) är en amerikansk landsväg. Den går ifrån Aberdeen Washington i väster till Detroit Michigan i öster och sträcker sig 3 996 km.

## Större städer
- Aberdeen, Washington
- Yakima, Washington
- Walla Walla, Washington
- Lewiston, Idaho
- Missoula, Montana
- Helena, Montana
- Miles City, Montana
- Aberdeen, South Dakota
- Willmar, Minnesota
- Minneapolis, Minnesota
- St. Paul, Minnesota
- Eau Claire, Wisconsin
- Wisconsin Dells, Wisconsin
- Madison, Wisconsin
- Chicago, Illinois
- Gary, Indiana
- Detroit, Michigan